# Велізарій
Велізарій або Велісарій Флавій (лат. Belisarius, грец. Βελισάριος;  500/505 — 565) — полководець імператора Східної Римської імперії Юстиніана I Великого. Один з найславетніших полководців Візантійської імперії та світової історії. Консул у 535—537 роках.
Почавши службу простим солдатом імператорської гвардії, Велізарій вперше стає відомим у ранзі полководця під час війни з персами, яких примусив до миру (532 рік).
У 532 році брав участь в придушенні повстання Ніка. У результаті його дій повстання було придушене, був відновлений порядок у столиці і збережена влада імператора. Це ще більш укріпило становище Велізарія при імператорському дворі.
У 533 році, очолюючи військо, послане до Африки проти вандалів, він розбив їх у битві при Трікамарі, зайняв Карфаген, узяв у полон вандальського короля Гелімера, і тим знищив Вандальське королівство. Після цього йому доручено було вигнати готів з Італії і зруйнувати Королівство остготів.
У 534 році Велізарій підкорив Сицилію і, переправившись до Італії, узяв Неаполь і Рим, але війна цим не кінчилася, а затягнулася ще на декілька років. Нарешті, остготський король Вітігес, що переслідувався військами Велізарія, був захоплений у полон і відвезений до Константинополя. 535 року призначено консулом. Його консулат було продовжено у 536 та 537 роках.

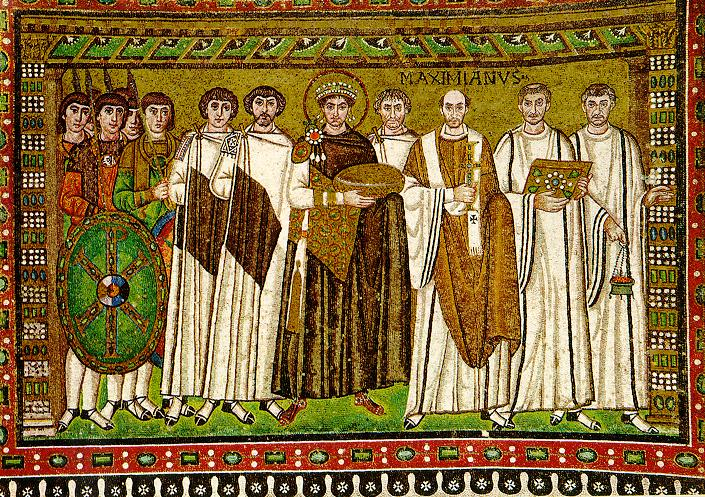
Імператор Юстиніан і Велізарій (мозаїка базиліки Сан-Вітале, Равенна)

Тим часом, поновилася війна з персами. Перемоги, отримані перським царем Хосравом, змусили Юстиніана послати Велізарія до Азії, де він також успішно діючи, закінчив у 548 році і цю війну.
З Азії Велізарій знову був посланий до Італії, де остготський король Тотіла завдав жорстоких поразок візантійським військам і знову опанував Рим.
Велізарій, прибувши до Італії, швидко виправив там становище, але знову унаслідок різних придворних інтриг був висланий, і протягом 12 років залишався не у справ. 559 року, під час навали булгар, йому знову було доручено керівництво військами, й дії його були як і раніше успішні.
Під кінець життя Велізарій у черговий раз опинився у опалі: у 562 році його звинувачено у змові проти імператора. Тоді його величезні маєтки були конфісковані. Ця опала згодом в XII столітті подала привід для виникнення легенди про осліплення Велізарія.

## Біографія
Точна дата та місце народження Велізарія Флавія досі не відомі. Вважається, що майбутній легендарний полководець народився у фортифікаційному містечку Германі або Германіа, археологічні залишки якого досі існують на місці сучасного міста Сапарева Баня на південному заході Болгарії, в межах Фракії та Пеонії, або, як варіант містечко Гермен, у Фракії поблизу Адріанополя, в сучасній Греції. Народився він у фракійській родині, рідною мовою якої була фракійська, також він вільно говорив латинською, котра була його другою мовою. Існує інформація, що Велізарій зазначав, що він розмовляв якоюсь слов'янською мовою, хоча навряд чи він був за походженням слов'янином. У юнацькому віці, ймовірно у 16-річному, він добровільно став римським солдатом, і служив в охороні імператора Юстина I. Він також служив у придворній гвардії чинного магістра армії (лат. magister militum Praesentalis) та майбутнього імператора Юстиніана.

Карта римсько-перських кордонів з 387 до 591 рік

Завдяки старанності та завзяттю у службі Велізарій швидко просувався кар'єрними сходами і з часом був помічений Юстином та його прийомним сином Юстиніаном як відмінний, відданий офіцер. Отже, імператор надав йому дозвіл на формування окремого полку охоронців імператора, який складався з 7000 елітних важких вершників, що згодом перетворився на особистий придворний полк. Гвардія 25-річного Велізарія стала ядром армії, навколо якого організовувалося військо Візантійської імперії, яким він згодом командував. Озброєні копієм, (можливо гунського стилю), композитним луком та спатою (довгим мечем), вони були повністю броньовані до стандарту важкої кінноти того часу, катафрактаріїв. Багатоцільовий підрозділ, букеларії, був здатний стріляти на відстані з лука, як гуни, або міг діяти як важка ударна кіннота, уражаючи ворога списом та мечем. По суті, вони поєднували найкращі та найнебезпечніші характеристики двох найбільших ворогів Риму — гунів та готів.

### Іберійська війна
|                                      |
|                                      |
| Битва при Каллінікумі. 19 квітня 531 |

На початку своєї кар'єри воєначальника Велізарій бився в численних битвах візантійського війська, які, як правило, завершувалися поразкою східно-римської армії. Так, командуючи разом із Сіттасом військом у своїй перший битві, Велізарій зазнав явної поразки. Але імператор відмітив їх обох, як успішних рейдерів, коли вони пройшлися перською територією, грабуючи тамтешні землі під час першого вторгнення в Парскаайк. Наступна битва сталася під Таннурісі, невеликого селища південніше сучасного Нісбіса, де Велізарій знову зіграв провідну роль. Попри перемозі сасанідського принца Ксеркса у битві, візантійський воєначальник втік зі своїми військами після того, як його соратників заманили в пастку й полонили. Незабаром перси знову завдали поразки візантійцям у битві при Міндоусі, але незабаром після цього його підвищили, ймовірно вважаючи, що він не був винен у розгромі. На думку істориків, Велізарій не мав повноцінного командування виділеними силами, а грав допоміжну роль, отож лише в бою під Міндоусі він безпосередньо керував візантійським формуванням.
527 році, після смерті Юстина, новий візантійський імператор Юстиніан I, призначив Велізарія, попри попередні поразки, командувати римською армією на сході. У червні/липні 530 року, під час Іберійської війни, той здобув приголомшливу перемогу над сасанідами в битві при Дарі. Ефект розгрому перського війська був таким, що примусив шахиншаха Кавада I розпочати мирні переговори з візантійцями. На інших напрямках війни візантійці також перемагали. Перси та їхні арабські союзники Аль-Мунзіра рухомими силами чисельністю у 15 тисяч високоякісних вершників знову вторглися у візантійські землі, тепер південніше через провінцію Євфратисія, шляхом, яким вони ніколи раніше не проривалися на територію імперії. Захоплений зненацька таким обхідним маневром, Велізарій спочатку не знав, чи це справжній напад або обманний маневр, тому спочатку він не вживав ніяких дій. Він закликав допомогу арабських племен — римських союзників, і отримав 5000 військ на чолі з гассанідським правителем Аль-Харісом ібн Джабалою.
Вдалим стратегічним маневром він примусив персів відступити, і продовжував переслідувати втікаючих персів, як повідомляється, тому, що його солдати погрожували заколотом, якщо не відбудеться битва проти ворога. Врешті-решт, 19 квітня 531 року поблизу містечка Каллінікум (сучасна Ракка) сталася велика битва між візантійським та перським військом. Сасанідський воєначальник Есанат, попри значну чисельну перевагу візантійців, що мали 20 000 імперських вояків та 5000 арабів, завдав їм поразки. Велізарій втік із поля, ймовірно, задовго до того, як закінчився бій. Водночас, безпосередній результат битви був невизначеним. Візантійська армія зазнала важких втрат і втратила на місяці боєздатність. Однак і перси зазнали занадто великих втрат і не були спроможними продовжувати виконання запланованих завдань. Прокопій повідомляв, що Кавад I вважав результати кампанії, в якій не було захоплене жодне місто, а втрати величезними, провальними і усунув Есаната від командування перським військом.
Разом з цим розгром у битві при Каллінікі коштував Юстиніану можливості відразу підписати мирний договір, тому що шах повернув собі впевненість у перемозі у війні. Лише смерть перського шаха, Кавада I, незабаром призвела до підписання мирного договору. Новий шах, Хосров, пішов назустріч намаганням Юстиніана щодо досягнення миру між державами, і оцінивши усі переваги для перської сторони так званого Вічного миру, погодився на його підписання. Велізарія відкликали до Константинополя, звинуватили у некомпетентності та поклали усю відповідальність за поразки в Таннурісі та Каллінікумі, але після розслідування звинувачення проти нього були зняті.

### Повстання Ніка
Тим часом у Константинополі Юстиніан проводив докорінні реформи в імперії. У реалізації цілей реформувань імператору допомагали Іоанн Каппадокійський і Трибоніан, що вважалися найкорумпованішими чиновниками імперії того часу. Вбачаючи силу держави в створенні централізованої влади, Юстиніан ввів суворий контроль над діями сенату, армії, фіскальної служби, яка надзвичайно жорстко займалася збиранням податків, котрі постійно зростали у міру розширення масштабів воєн і будівництв, розпочатих імператором. 11 січня 532 року під час змагань на іподромі поскаржилися імператору на утиски з боку його чиновників і представників блакитного дему, яких той підтримував. На той час болільницькі групи являли собою своєрідні спортивно-політичні організації, тісно пов'язані із територіальним поділом міста (демами). Але, Юстиніан перервав їх, не дослухавши, що було сприйнято як образа і між вболівальниками двох демів почалась бійка, яка переросла у сутички із вбивствами за межами іподрому.

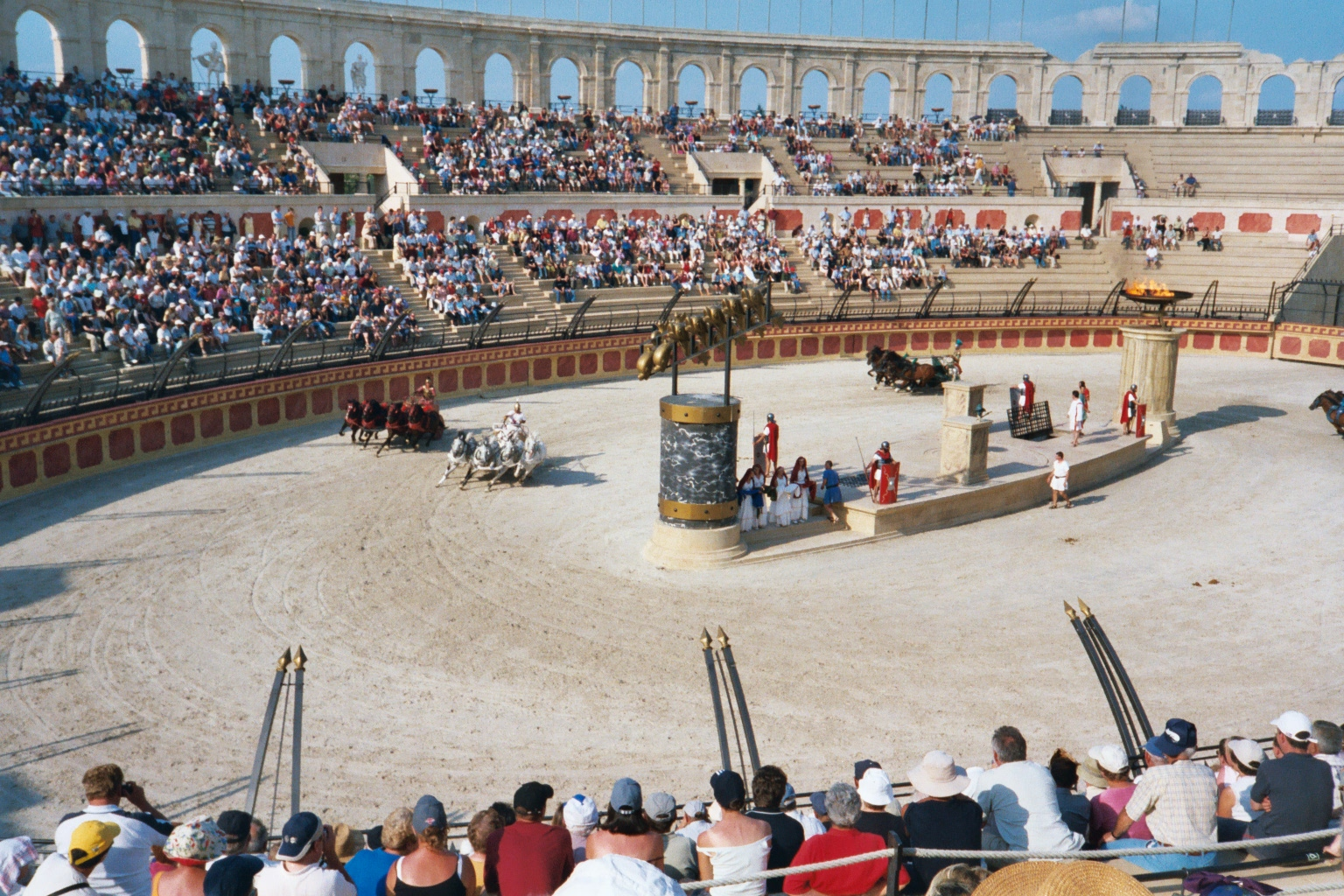
Перегони колісниць. Сучасна реконструкція. Франція

Найактивніші учасники з обох боків були заарештовані і наступного дня страчені, проте кільком з них вдалось втекти та сховатись в церкві. 13 січня, болільники двох демів стали вимагати від імператора помилування для призвідників, проте Юстиніан не удостоїв їх відповіддю і раніше непримиримі болільники обох команд, скандуючи «Ніка!» («Перемога!»), разом залишили іподром й почали громити місто. У той час, коли спалахнули заворушення, Велізарій був у Константинополі. Велізарій, Мунд, на той час командувач військом діоцезу Паннонія та Нарсес, євнух і довірена особа Юстиніана, який згодом також став відомим полководцем, були покликані імператором придушити заколот. Зусиллями казначея Нарсеса вдалось підкупити ряд впливових опозиційних сенаторів і керівників голубого дему, що внесло розкол у ряди повсталих, а таємно введені в місто невеликі загони спочатку вчинили різанину на іподромі, де жителі міста зібрались на коронацію Іпатія, після чого вирізали кілька тисяч бунтівників, переслідуючи їх у середмісті. Таким чином заколот закінчився різаниною. Щонайменше від 30 000 до 60 000 людей загинули, переважно це неозброєні цивільні.

### Вандальська війна

Вандальська війна (533—534)

Літом 533 року Юстиніан почав кампанію проти Вандальського королівства в Північній Африці. Візантійці мали політичні, релігійні та стратегічні причини для такого походу. Вандали, будучи аріанами, переслідували нікейських християн, відмовилися карбувати монети із зображеннями імператора на них і вигнали римське дворянство, замінивши їх германською елітою. Нещодавно візантійські імператори витратили багато зусиль на возз'єднання прохалкедонських та антихалкедонських християн та об'єднання східної та західної частин церкви, тому переслідування «добрих» християн аріанськими єретиками було особливо великим викликом. Переслідування почалися після того, як у 530 році популярний і успішний вандальський воєначальник Гелімер повалив свого двоюрідного брата, царя Гільдеріка, друга дитинства Юстиніана. У недавній війні проти тубільців-берберів вандали втратили 5000 людей у двох вирішальних сутичках; тільки коли Гелімер став командиром, ситуація трохи змінилася на користь вандалів. Як король Гелімер здобув репутацію жадібного та жорстокого правителя і став непопулярним серед людей та вельможества. Два повстання спалахнули майже одночасно, ймовірно, інспіровані людьми Юстиніана. Отже, на думку візантійського володаря, у цій ситуації, з великими втратами вандалів, вбитих берберами, незадоволенням остготів діями Гільдерика, вандали сприймалися як слабкий противник. Зважаючи на благання африканських католиків, як виправдання своїх дій, Юстиніан організував вторгнення до Північної Африки.
При підборі командувача експедиції вибір Юстиніана зупинився на кандидатурі Велізарія, який продемонстрував військову компетентність у битвах на східних кордонах Візантії із Сасанідами, до того ж був його другом і, очевидно, відданим йому. Крім цього Велізарій був носієм латинської мови. Отже воєначальник був призначений магістром Militum per Orientem і очолив підготовку та хід експедиції.
Армія Велізарія складалася з 5000 високоякісних вершників візантійської кінноти, 10 000 піхоти під загальним командуванням Іоана Епідамна, охоронця Велізарія, найманців (у тому числі 400 герулів на чолі з Фарою і 600 гунів) і нарешті контингент федератів невідомої чисельності. Загалом експедиційні сили під командування Велізарія складалися з близько 17 000 воїнів на 500 транспортних суднах за підтримки 92 військових кораблів типу дромон, на яких було 30000 моряків і 2000 морських піхотинців. Серед вищих воєначальників був євнух Соломон, який виконував обов'язки доместика, тодішнього начальника штабу війська, та колишній префект преторія Архелаус, відповідальний за забезпечення армії. Це була добре збалансований компонент сил, зі значним відсотком високоякісних військ, у порівнянні з армією, що протистояла Персії. Своєю чергою вандальський цар Гелімер мав у своєму розпорядженні лише 20 000 воїнів, серед яких не було вершників-лучників чи підрозділів, здатних битися з ними, і в нього були менш підготовлені та здібні офіцери.
У червні 533 року армія Велізарія вирушила з Константинополя. Під час походу командувач заборонив вживання алкоголю. Коли в морі двоє п'яних гунів вбили іншого солдата, Велізарій для посилення дисципліни наказав їх стратити. Хоча такий жорстокий метод міг підірвати його авторитет і створити йому репутацію жорстокого вождя, але він запобіг негативним наслідкам на майбутнє. До прибуття на Сицилію 500 чоловіків померли від споживання погано приготованого хліба. На Сицилії Велізарій швидко виправив ситуацію, негайно організувавши закупівлю свіжого хліба у місцевих жителів. Для забезпечення походу він придбав ще провіанту на час плавання для того, щоб не залежати від проблем з постачанням. На землі готичної Сицилії, перед тим, як вони повинні були перетнути Адріатичне море, про-візантійські налаштована цариця остготів Амаласунта дозволила їм зупинитися на шляху до Африки. На острові, скориставшись перервою, Велізарій провів підготовку до майбутнього вторгнення, поповнив свої запаси прісної води та інші запаси. Паралельно командувач відправив Прокопія до Сиракузи під приводом придбання їжі зібрати останні дані про дії вандалів. Там той дізнався, що вандали абсолютно не готуються до захисту від візантійської навали, і насправді не мають уяви про те, що відбувається. Прокопій також з'ясував, що більшість флоту вандалів була зосереджена поблизу Сардинії. Велізарій, почувши інформацію від Прокопія, швидко виплив до Африки. Загалом, несприятливі вітри розтягнули їхню подорож на 80 днів. Втім, попри довгу тривалість, римське вторгнення до вандальської Африки розпочалося вдало, на відміну від трьох попередніх спроб, що закінчилися ще до досягнення африканського узбережжя.
На час висадки на берегу Вандальського королівства, Гелімер з частиною війська перебував у чотирьох днях путі у внутрішніх провінціях, більшість його армії була розсіяна по всьому королівству. У цій ситуації Велізарій міг здобути столицю Гелімера ще до того, як вандали навіть зрозуміють, яка загроза наближається, і, безумовно, до того, як вони зможуть адекватно відреагувати. Візантійський воєначальник Архелай схилявся до такої стратегії, аргументуючи це тим, що в усьому Вандальському королівстві лише Карфаген є потужною фортецею з укріпленою гаванню й атака його з моря означатиме перемогу. Велізарій вважав, що опанувавши Карфаген, він зажене себе з військом у глухий кут на берегу Середземного моря. А враховуючи, що морський флот Гелімера по-суті панує в навколишніх водах, візантійське військо може опинитися при висадці в пастці. Не виключав він і ризик повторення ситуації, що призвела до катастрофи в 468 році; вони можуть опинитися в пастці в несприятливій ситуації ще до того, як навіть дістануться Карфагену.
Натомість візантійці висадилися у Капут Вада, за 260 км на південь від Карфагена. Відразу після висадки на чужій берег Велізарій наказав побудувати фортифікаційний табір, організувати кругову оборону по периметру та розмістити заслін з кораблів поблизу берега для захисту армії та флоту, щоб це вторгнення не стало повторенням сумнозвісної битви біля мису Бон в епоху занепаду Західної Римської імперії, де візантійці зазнали поразки від вандальських кораблів-брандерів.
Отримавши звістку про висадку візантійського десанту, Гелімер негайно вирушив назустріч. Він віддав наказ стратити Гільдеріка та інших полонених, доставити його скарбницю на корабель, готовий для втечі до Вестготської Іберії, і почав збирати свої війська. Він уже розробив план засідки та оточення візантійців неподалік від Децима. Гелімер усвідомлював, що візантійці рухатимуться до Карфагену прибережною дорогою, але все ж послав гарнізони для охорони інших доріг.
Поки вандали готували свою засідку і планували напад, Велізарій збирав інформацію про місцевих мешканців і готувався вирушати колоною своїх військ на Карфаген прибережною дорогою, як на це очікував Гелімер. Ще під час першої ночі перебування на африканській землі декілька візантійських солдатів відібрали у місцевих жителів трохи фруктів, не запитуючи дозволу, і Велізарій засудив їх до смерті. Лише після того, як він уже наказав стратити солдатів, Велізарій зібрав своїх людей і розповів, як їм поводитися. Він попередив своїх людей, що якщо вони не матимуть підтримки місцевих жителів, експедиція закінчиться крахом. Далі він направив підрозділ своїх особистих охоронців під командуванням Боріада до міста Салакта, щоб перевірити готовність місцевих жителів приєднатися до його армії. Тубільне населення заборонило Боріаді в'їзд до міста, але через три дні він врешті-решт хитрощами в'їхав у Салакту, приєднавшись до групи возів, що в'їжджали до міста. Коли місцеві жителі дізналися, що візантійці вже в містечку, вони без бою капітулювали. Візантійці також захопили вандальського посланця, якого Велізарій наказав звільнити. Посланнику заплатили за поширення повідомлення про те, що Юстиніан веде війну лише проти людини, яка ув'язнила їхнього законного царя, а не проти народу вандалів. Посланець занадто боявся можливих наслідків, щоб розповісти про це будь-кому, окрім близьких друзів. Попри те, що ця спроба зазнала невдачі, Велізарій протягом всієї кампанії розповсюджував інформацію, про те, що візантійці прибули до Африки лише для того, щоб відновити законного царя.
Коли Велізарій перейшов у наступ, він розташував свої війська таким чином, щоб він та його елітна гвардія могли швидким маневром посилити будь-яку позицію, на яку здійснено напад, особливо на флангах. У передовий розвідувальний загін, що рушив попереду головних сил, він відрядив потужний загін з 300 відбірних вершників, тоді як 600 гунів охороняли його лівий фланг, а флот — його правий фланг, вирушаючи поздовж берега. Коли армія прибула до Салакти, цивілізоване ставлення до тубільного населення зіграло свою роль і візантійці отримали повну підтримку від мешканців міста. Позитивна репутація візантійської армії почала негайно поширюватися, змусивши значну частину населення підтримати візантійців. Щодня маршируючи зі швидкістю 11-14 км на добу, візантійці поступово наближалися до Карфагена, але враховуючи близькість ворога, вони кожного дня будували укріплений табір, очікуючи раптовий напад вандалів.
В міру просування візантійського війська ситуація ставала все більш напруженішою. Частина ар'єргарду зіткнулася з вандальським загоном, надісланим Гелімером, що дало Велізарію зрозуміти, що принаймні деякі війська противника прямують вслід за ним. Але, небезпечнішим було те, що його марш опинився під загрозою, оскільки флоту довелося плисти навколо мису Бона, а дорога, якою вирушала колона візантійців вигнулася у внутрішню частину, тому отримати підтримку кораблів або швидко евакуювати свої війська стало неможливо. Велізарій наказав Архелаю та військово-морському воєначальнику Калоніму залишитися на відстані не менше 35 км від Карфагена.

#### Битва при Децимі
13 вересня 533 року поблизу 10-мильної позначки Ад-Децим (лат. Ad Decem), за 16 кілометрів на південь від столиці вандальського королівства міста Карфаген сталася перша битва між візантійцями та вандалами. Вандальський цар Гелімер особисто керував своїми силами у 11 000 воїнів, які він розділив на три групи. Сам Гелімер з кіннотою у 5000-6000 вершників нападав з тилу, його брат Аммат з 6000-7000 солдатів — з фронту (з боку Карфагена), а його племінник Гібамунд з 2 тис. воїнів атакував з півдня, намагаючись притиснути візантійців, що рухалися на північ вузькою дорозою, до моря. Але неузгодженість дій вандальських воєначальників призвела до їхньої поразки.
Передовий загін кінних гунів імперської армії у своєму русі наразився на загін Гібамунда у дві тисячі осіб, коли він підходив до Децима, розбив його і розсіяв. Війська Аммата розтягнулися по дорозі з Карфагена на великій дистанції й підходили групами по 20 — 30 осіб. Іоанн зі своєю добірною кіннотою налетів на загін Аммата і той негайно вступив у битву. Аммат, власноруч вбивши своїм мечем 12 осіб, після цього подвигу особистої хоробрості, загинув у бою, і його армія кинулася тікати до Карфагена, поширюючи паніку на зустрічні загони, які також повертали назад. Іоанн кинувся переслідувати втікачів вандалів, доскакав зі своїми людьми до самих стін Карфагена, засіявши дорогу трупами. Велізарій, нічого не знаючи про ці успіхи своїх передових загонів, просувався вперед. Передові вершники його головних сил були навіть звернені у втечу одним із загонів Гелімера, що ледь не призвело до паніки і відступу основних сил, але Велізарію вдалося зупинити паніку і відновити серед воїнів лад, після чого він продовжив рух вперед. Тим часом Гелімер замість того, щоб зайнятися підготовкою своїх сил до зустрічі з ворогом, впізнав труп Аммата на полі бою, віддався скорботі та зайнявся його похованням. Скориставшись цим, Велізарій розпочав атаку головних сил. Вандали не встояли, почалася втеча, і лише наступ вечірньої темряви припинив переслідування. Візантійці витлумачили свою перемогу як благословення Св. Кипріяна, напередодні дня якого і відбулася битва.
Хід битви при Децім
Здобувши перемогу, пізно ввечері війська Велізарія підійшли до Карфагену. Перш ніж вступити в місто, Велізарій розбив табір біля міських стін, не вступаючи у Карфаген, та видав суворий наказ по армії, щоб солдати не чинили в Карфагені безладів та грабежів. Невеликій кількості вандалів, які обороняли місто, Велізарій надав гарантії особистої безпеки. Солдати в повному порядку і з дотриманням спокою були розподілені на постій по приватних будинках міською владою і не завдавали жодних проблем населенню. Однак, візантійський адмірал Калон, після отримання звістки про перемогу своїх військ влаштував пограбування купців, як місцевих, так і чужоземних, кораблі яких стояли в гавані. Але Велізарій наказав йому повернути все назад.
Першою турботою Велізарія при взятті ворожої столиці було зміцнення стін Карфагена. Вандали, не маючи загрози ззовні, не переймалися цим і стіни свого міста тривалий час не ремонтували. Поганий стан стін було причиною того, що Гелімер не залишився в Карфагені в очікуванні війни. Велізарій організував швидке відновлення фортифікаційних споруд Карфагена і привів їх у блискучий стан.
Тим часом, брат Гелімера, Цазон, успішно виконавши завдання у Сардинії, надіслав повідомлення про це своєму царю. Але, незабаром від дізнався з листа Гелімера про нищівну поразку вандалів у битві при Децимі і негайно вирушив до Африки, висадившись на пограниччі між Нумідією і Мавретанією. Тим часом вожді і царі маврів стали відправляти до Велізарія посольства для відновлення старих відносин з імперією, за стародавнім звичаєм просячи від ромейського монарха затвердження у своєму сані. Велізарій від імені Юстиніана надавав їм таке право і робив їм щедрі грошові подарунки. На допомогу йому маври не виступали, але не підтримували у війні і вандалів, вичікуючи перебігу подій.

#### Битва при Трікамарі
15 грудня 533 року, Гелімер завершив зосередження своїх військ та планував атакувати візантійців у Карфагені. Велізарій вислав з міста всю кінноту під командуванням вірмена Іоанна, досвідченого і хороброго воєначальника, залишивши при собі тільки 500 відбірних вершників. Наступного дня він виступив і сам з піхотою і кінним загоном. Іоанн невдовзі опинився в безпосередній близькості до табору вандалів біля Трікамара. Позиції ворогів були розділені річкою, що протікала по долині. Іоанн перейшов через річку і розпочав атаку вандальського табору. Почалася жарка битва при Трікамарі. Незабаром Цазон загинув у бою, і перевага почала схилятися на сторону військ Велізарія. Вандали бігли у свій табір, залишивши на полі битви 800 полеглих воїнів. Римляни втратили тільки 50 воїнів. Велізарій з піхотою підійшов тільки до вечора і негайно кинув усі свої сили на штурм укріпленого табору. Гелімер, вважаючи змагання програним, залишив своїх і втік з невеликою свитою. Війська Велізарія здобули табір, а потім вступили в місто Гіппон.
П'ять днів і п'ять ночей візантійські війська переслідували Гелімера. Йому вдалося вислизнути від погоні і знайти притулок на кордоні Нумідії, у дружнього племені маврусіїв. Велізарій, наказавши блокувати Гелімера, що засів на горі Папуа, і відрізати його і його дружинників від підвезення продовольства, сам з рештою війська повернувся в Карфаген.
Слідом за тим він розпочав завойовувати інші володіння вандалів. Йому незабаром підкорилися Сардинія, Корсика, приморське місто Цезарея в Мавретанії, фортеця Септем на Гераклових стовпах і Балеарські острови, що раніше належали вандалам.
У березні 534 року Гелімер вирішив здатися на милість переможця. Умови здачі були почесними: всім родичам і наближеним-вандалам Гелімера була гарантована особиста безпека; йому було обіцяно, що після приїзду до двору Юстиніана він буде зустрінутий з пошаною і зможе жити у Візантії, ні в чому не маючи потреби. Захопивши з собою Гелімера і всі багатства вандальських королів, Велізарій терміново відплив з Карфагена до Константинополя. На честь Велізарія в столиці Візантії організували урочистий тріумф і незабаром призначили його консулом.

### Африканський бунт
534 році, незабаром після від'їзду Велізарія до Візантії, в Нумідії і Бізацені почалося повстання. Солдати, через релігійні переслідування візантійцями та нездатність імперської влади платити їм зарплатню, здійняли військовий заколот проти преторіанського префекта і магістра армії Соломона. Повстале військо обрало Стотзу, колишнього охоронця воєначальника Мартина в армії Велізарія, своїм ватажком. На його бік перейшла частина берберів. Стотза рушив на адміністративний центр префектури — Карфаген з армією з 8 тисяч осіб, до якої приєдналися 1000 вандалів, раби, маврусії. Соломон вимушений був тікати до Сицилії. Стотза взяв в облогу місто, яке невдовзі готово було здатися. В цей час за наказом імператора Велізарій висадився в Африці. Стотза зняв облогу і відступив до Мембресу, де в битві на річці Баградас зазнав поразки від імператорських військ. Рух повстанців був придушений, і Велізарій виїхав до Італії.

### Готська війна
У 535 році Юстиніан доручив Велізарію очолити військову кампанію проти Остготського королівства в Італії. Вбачаючи на внутрішній розбрат серед правлячого керівництва королівства, Юстиніан очікував, що готи не зможуть чинити жорсткий опір і експедиція з відвоювання Апеннінського півострову та Далмації не буде становити серйозних проблем.
Велізарій зібрав 4000 військ, до складу яких входили регулярні війська та, можливо, федерати, 3000 ісаврійців, 300 берберів та 200 гунів. Загалом, включаючи його особистих охоронців, його сили нараховували близько 8000 підготовлених воїнів. Велізарій висадився на Сицилії і зайняв острів, щоб використати його як базу проти Італії.

Готська війна (535—540)

Остготський командувач в Іллірії стратег Мунд, який після смерті Теодоріха перейшов на сторону Візантійської імперії, розпочинав воєнні дії в Далмації, де готські гарнізони були слабкіше і не повинні були чинити затятого опору. До кінця 535 року він з легкістю зайняв всю провінцію разом з головним її містом — Салоною.
Спочатку Юстиніан хотів використати дипломатію у здобутті Остготського королівства. Він розпочав тиснути на Теодахада, щоб той власноруч відмовився від престолу, а вже потім анексувати все королівство. Це спочатку спрацювало, але згодом армія на Балканах відступила і війна розжарилася повною мірою.
Велізарій продовжував діяти на Сицилії. Спираючись на підтримку прихильників імператора, він доволі легко опанував усі основні міста острову, де мешканці самі відкривали ворота міст, навіть Сиракузи, резиденція готського комита, капітулювала, не вчинивши жодного опору. Лише гарнізон Панорма здався не відразу. Місто мало потужні міські укріплення, але раптом в його гавань увійшов візантійський флот під командуванням Велізарія. У корабельні шлюпки завантажили лучників і підійняли ці шлюпки на щогли. На готський гарнізон поринув град стріл, і той був змушений капітулювати.
31 грудня 535 року Велізарій здійснив тріумфальний в'їзд у Сиракузи. Сицилія була перетворена на візантійську провінцію.
Плани щодо захоплення Італії були змінені, коли командувачу довелося терміново відплисти до Африки зі своїми військами на придушення повстання Стотзи. Після розгрому повстанських військ він повернувся до Сицилії, а потім переправився до материкової Італії, і розпочав переможний наступ. У листопаді 536 року він здобув Неаполь та у грудні Рим.
До Неаполя він просувався, практично не зустрічаючи спротиву, оскільки війська на півдні Італії ненавиділи Теодата і масово переходили на бік Велізарія. У Неаполі сильний готський гарнізон чинив опір візантійцям, використовуючи переваги міських укріплень. Велізарій не міг продовжити безпечно наступати на Рим, маючи такий потужний гарнізон противника у своєму тилу.
20 днів тривала облога з суші і з моря армією Велізарія, який вже почав схилятися до думки про відступ від міста, але тут йому доповіли, що є можливість проникнути в місто через занедбаний акведук, котрий ніким не охоронявся. Чотирьом сотням візантійців вдалося вночі пробратися цим шляхом у центр Неаполя і оволодіти двома вежами, з яких вони дали знак своїм, і ті увірвалися в місто. Залишивши в Неаполі невеликий гарнізон і прийнявши під владу кампанське місто Куми, наприкінці листопада 536 року Велізарій вирушив на Рим.
Нездатність Теодата відстояти чи підтримати гарнізон Неаполя призвела до того, що його було повалено та вбито наступниками. Новий готський король Вітігес відправив гарнізон з Риму до готської столиці Равенни, місто залишилося незахищеним, оскільки війська втекли, помітивши провізантійське ставлення населення. Остготський гарнізон через Фламінієву браму покинув місто, та 9 грудня 536 року попрямував на північ, в Равенну. 10 грудня на чолі загону з 5000 солдатів через Віслючі ворота в місто увійов Велізарій. Таким чином Рим знову потрапив під імператорську владу після шістдесяти років варварського панування.

#### Облога Рима
Протягом зими Вітігес вживав активних заходів щодо концентрації своїх військ та пошуку союзників серед сусідів, хто б погодився взяти участь у війні проти Візантійської імперії. Наприкінці лютого 537 року вождь остготів зібрав армію чисельністю в 150 000 воїнів, значну частину якої становила кіннота.

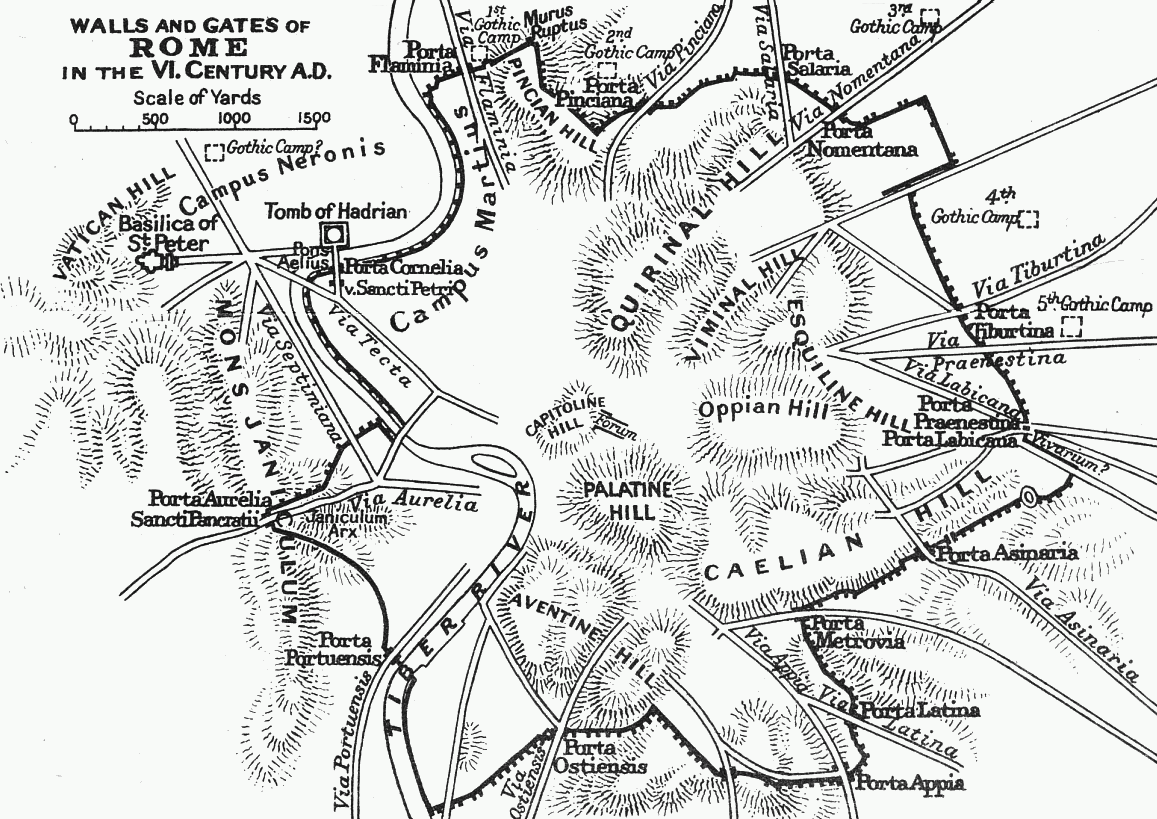
Рим у VI столітті

В останні дні лютого Рим був оточений остготами, які розбили по периметру міста шість військових таборів. Вітігес вважав долю Рима вирішеною, він мав майже 30-кратну перевагу в силах, можливість для здійснення маневру, а також те, що йому були відомі вразливі підходи до міста і слабкі сторони армії Велізарія. Вітігес запропонував візантійському командувачу почесну капітуляцію і вільний відступ гарнізону, якщо йому буде здане місто, але Велізарій відхилив ці умови.
На вісімнадцятий день облоги готи атакували Рим одночасно з декількох сторін — з боку Салярієвих, Панкратієвих, Аврелієвих і Пренестінських воріт. Їхні інженери побудували чотири великі облогові вежі, які за допомогою волів наближалися до північних стін міста, біля Салярієвих воріт. Але, попри колосальну критичність обстановки, римляни відбили остготів, завдавши їм великих втрат.

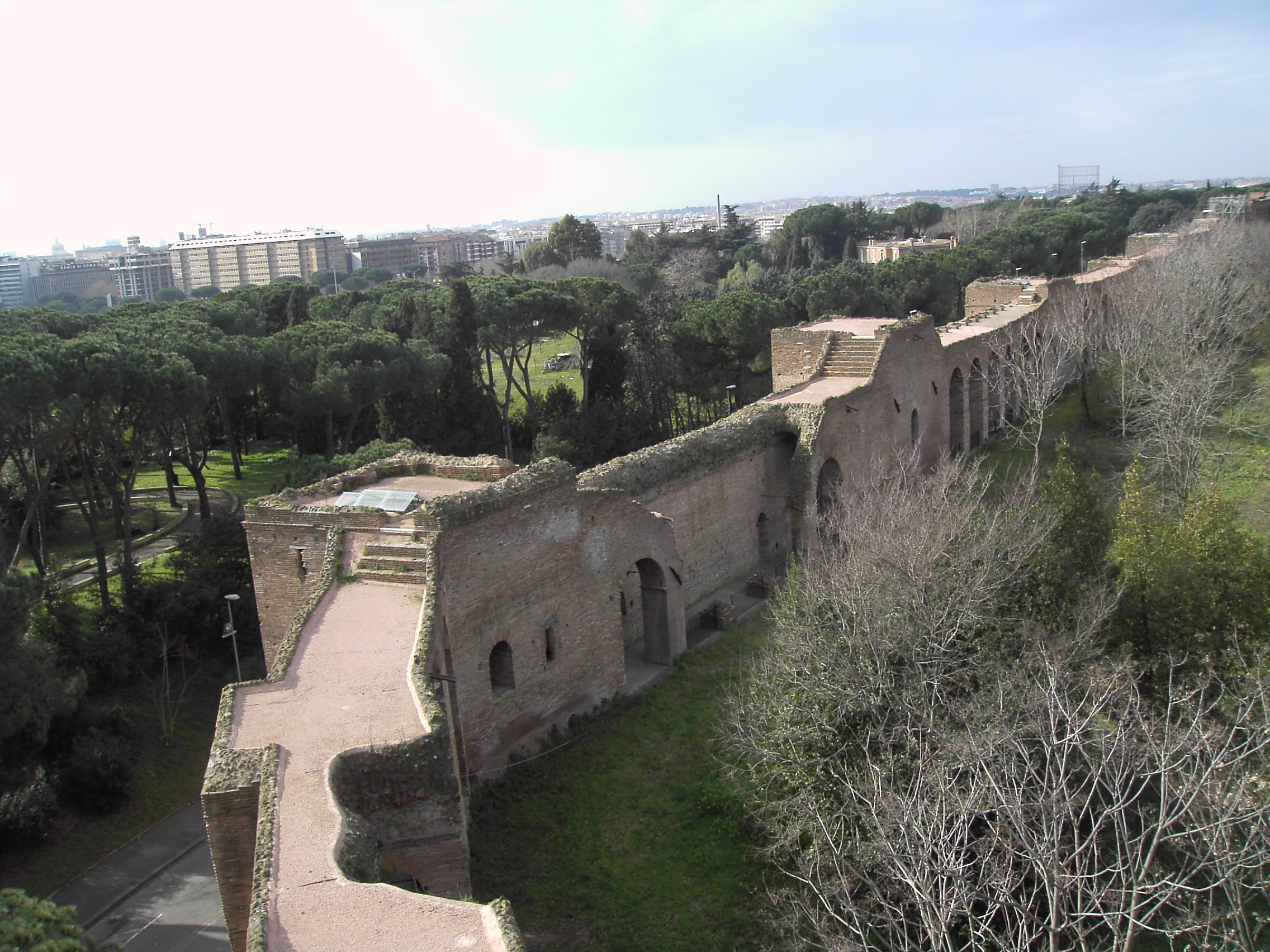
Авреліанів мур. Сучасний стан. 2006

На початку квітня до Риму прорвався допоміжний загін із 1600 воїнів слов'янського і гунського походження, після чого Велізарій з більшою, ніж раніше, ефективністю продовжив робити несподівані вилазки там, де ворог був найменш підготовлений, і завдавати йому значних втрат. За свідченнями Прокопія Кесарійського, за час облоги сталося 77 боїв між обложеними та тими, хто штурмував Рим. Однак, спроба візантійців шляхом повномасштабного бою з противником у відкритому полі домогтися зняття облоги закінчилася їх поразкою, і вони були змушені відступити за міські стіни.
На початку літа з Константинополя було надіслано платню війську, але допоміжних загонів, на які так чекав Велізарій, ще не було. Тим часом, в місті відчувалася нестача припасів — на третій день після невдалого штурму готи захопили ніким не захищений порт в гирлі Тибру, позбавивши візантійців таким чином можливості отримання продовольства і підкріплень морем інакше, ніж через Остію.
Влітку 537 року в Римі розпочалися голод і епідемія чуми. Разом з цим різко ускладнилося й положення тих, хто здійснював облогу. Продовольства на утримання величезного війська під Римом хронічно бракувало. Велізарій раптом часткою війська захопив Террачину та Тибур. У листопаді 537 року в Неаполь морем був доставлений військовий загін у 5100 воїнів, який знайшов можливість дістатися до Остії і з'єднатися з виснаженим римським гарнізоном. Крім цього, до Риму підійшов візантійський флот з великими запасами продовольства.
У березні 538 року, через рік та дев'ять днів облоги, Вітігес остаточно переконався у безплідності подальшого продовження облоги, і змушений був зняти її та відступити з військами на північ, щоб спробувати відстояти, принаймні, Північну Італію, де панування готів залишалося ще досить міцним.
Взимку 538 року, скориставшись припиненням перемир'я між римлянами та готами, візантійське військо у 2000 вершників під керівництвом Іоанна за наказом Велізарія переправилося через Апенніни, спустошило готський Піцен, та захопило в рабство дружин і дітей тих готів, що стояли облогою під Римом, а готську армію дядька Вітігеса Уліфея розгромило в бою. На шляху подальшого просування імператорського війська стояла гірська фортеця Ауксім, яку захищав потужний готський гарнізон з 4000 воїнів. Втім, Іоанн не став витрачати свої сили та влаштовувати облогу цієї фортеці, а здійснив обхідний маневр та без бою здобув прибережну фортецю Арімінум. В такий спосіб візантійське військо поставило короля Вітігеса в небезпечне положення — Арімінум був лише в одному дні пішого переходу до столиці Остготського королівства, Равенни.
Отже, Вітігес, спішно відступаючи від Риму з усією своєю армією та залишаючи гарнізони в містах Етрурії і Піцени, що ще не були захоплені візантійцями, стрімким маршем вирушив до Арімінума. Велізарій, розуміючи, що 2000 ромейської кавалерії не зможуть витримати довготривалої облоги всієї остготської армії, відправив на посилення Іоанна в Арімінум 1000 вершників з наказом залишити фортецю і приєднатися до головних сил армії. Іоанн, однак, не послухався наказу командувача, і, приєднавши до своєї армії 400 осіб з посланого йому підкріплення, залишився в Арімінумі. Незабаром остготські війська взяли в облогу Арімінум і Анкону, де оборонявся невеликий візантійський гарнізон, але їх спроби опанувати ці фортеці з ходу були відбиті. Проте, у обложених відчувалася сильна нестача продовольства, і їх капітуляція перед Вітігесом без допомоги ззовні була неминучою.
Невдовзі в Піценумі висадилася 5-тисячна ромейська армія під командуванням ще одного талановитого візантійського воєначальника Нарсеса. Дві армії об'єдналися біля міста Фірма, однак, думки двох полководців стосовно подальших дій розділилися: Нарсес пропонував негайно виступити на допомогу обложеному гарнізону Арімінум; обережніший Велізарій вважав за доцільне спочатку захопити Ауксім, що знаходився у ромеїв у тилу. Проте, коли до генералів пробрався гонець з Арімінума з листом від Іоанна, в якому той просив про негайну допомогу об'єднана армія візантійців вирушила до обложеного міста.
Одна частина армії у супроводі великих сил флоту, наступала на місто вздовж узбережжя Адріатичного моря, основні сили, очолювані Велізарієм, зайшли противнику в тил по гірській дорозі. Остготи, що тримали облогу Арімінума, усвідомивши, що до візантійців нещодавно підійшли значні підкріплення, і побоюючись оточення, спішно відступили в Равенну. Безкровне зняття облоги з Арімінума помітно зміцнило роль Нарсеса у візантійській армії, і він, підтримуваний деякими командирами (наприклад, Юстином і Іоанном), фактично виступив проти планів Велізарія як головнокомандувача. Між полководцями почали виникати протиріччя.
Згодом, попри всі протиріччя, у 538 році єдина візантійська армія розпочала облогу Урбінуса, сильної фортеці на південь від Арімінума, проте війська двох командувачів встали тут різними таборами. Незабаром Нарсес, переконавшись у досконалій неприступності міста, попри заперечення Велізарія припинив облогу та відвів своє військо назад в Арімінум. Звідти він послав Іоана з більшою частиною армії на захоплення Емілії, що незабаром і було здійснено. Велізарій продовжував облогу Урбінуса й зумів його взяти лише завдяки щасливому випадку: єдине джерело, звідки захисники міста брали воду для пиття, раптово вичерпалося, і виснажений спрагою готський гарнізон був змушений капітулювати.
Наприкінці грудня 538 року, незабаром після успішного завершення облоги Урбінуса та Урвівентуса, Велізарій направив війська для посилення військ командира Мундила, що обороняли Медіоланум. Візантійці, що обороняли невелике місто, не знаючи чисельності готського війська, вимагали допомоги від командирів Іоанна та Юстина. Однак, обидва воєначальники відмовилися виконати наказ Велізарія про надання допомоги, заявивши, що їхній командир Нарсес. Тим часом, остготи спорядили посольство до Мундила, якому пропонувалося здати Медіоланум, гарантуючи недоторканність візантійського гарнізону. Воєначальник відхилив цю пропозицію, тому що воно не містило гарантій життя і свободи мирних жителів міста, але його змучені голодом солдати змусили командира погодитися на ці умови. Ромейські солдати дійсно зберегли свої життя, але Медіоланум був зруйнований дощенту, 30000 його мешканців перебиті, а решта забрана в рабство і лише пізніше були звільнені ромеями. Згодом інші міста Лігурії здалися, щоб уникнути такої ж долі.
Незабаром до імператора Юстиніана дійшли чутки про суперечності між його полководцями в Італії, що впливали на результати ведення кампанії, і він наказав відкликати Нарсеса назад до Візантії. Разом з ним повернулися до столиці 2000 найманців-герулів. Велізарій знову став єдиним головнокомандувачем.
У 539 році Велізарій приєднався до військ, що вели облогу Ауксумума та направив частину свого війська під командуванням Юстиана, котрі обложили Фезулу. Після семи місяців облоги готський гарнізон Фезули, змучений голодом, підкорився візантійцям. Велізарій сам керував облогою Ауксумума; знаючи, що він не може штурмувати місто, він намагався перекрити водопровід, але це не вдалося. Коли захоплені командири гарнізону Фезули пройшли парадом перед містом, його гарнізон теж здався. Ліквідувавши останні готські оплоти в Центральній Італії, Велізарій разом з усією своєю армією, посиленою прибулими з Далмації підкріпленнями, почав наступ на Равенну і наприкінці 539 року обложив місто. Візантійські загони закріпилися на берегах річки По, а імперський флот розпочав патрулювання узбережжя Адріатики, блокувавши будь-яку можливість підвезти продовольство в обложену візантійцями остготську столицю.
Коли Велізарій обложив Равенну, готські вельможі, зокрема Вітігіс, запропонували йому корону володаря «Західної імперії». Велізарій, виходячи з міркувань доцільності та вигоди для імперії, погодився на обіцянку, і зажадав від готів здати Равенну, нібито погодившись прийняти на себе титул імператора Західної Римської імперії. У травні 540 року Равенна капітулювала на цих умовах, Велізарій на чолі свого елітного полку важкої кінноти увійшов до столиці, вслід за ним до Равенни завезли вози із зерном. Невдовзі у місті був розміщений візантійський гарнізон. Велізарій, опанувавши ворожу столицю, проголосив захоплення Равенни на честь імператора Юстиніана і відмовився вступити на імператорський престол, та впритул зайнявся остаточним підкоренням Італії — після падіння Равенни візантійцям здалися більшість готських укріплених міст на півночі країни, за винятком Тіцінума, зайнятого військами Урії, і Верони, в якій укріпився гарнізон під командуванням знатного гота Ільдебада.
Однак, пропозиція готів викликала підозри в Юстиніана, і Велізарій був відкликаний до Візантії. Він повернувся додому з готським скарбом, королем Вітігесом, королевою Матасунтою і багатьма знатними готами в ролі почесних бранців. Однак імператором було відмовлено в тріумфі після прибуття до столиці імперії, а Вітігесу був дарований титул патриція й маєтки в Анатолії.

### Лазька війна
Згодом загострення ситуації на сході Візантійської імперії примусило Юстиніана терміново викликати з опали Велізарія і наказати йому очолити ведення кампанії у війні з персами. Візантійці очікували, що Хосров, як і в минулому році, буде проводити вторгнення до візантійських земель через Месопотамію, але натомість Хосров напав на Лазику, де населення недружелюбно ставилося до візантійців. Лазінці запросили Хосрова, який приховав свій рух, заявивши, що збирається битися з гунами на півночі, а натомість гуни допомагали Хосрову. Коли Велізарій прибув на схід, він послав шпигунів для збору інформації. Розвідники доповіли, що перси нібито рухаються на північ для боротьби з гунами. Не гаючи часу, Велізарій нашвидкуруч організував навчання свого війська, що жахалися перської армії і являли собою погано навчене та слабо організоване формування, неспроможне протистояти противникові. Незабаром, досягши певних успіхів у підготовці своєї армії, він вирішив, що може напасти на Персію.
Тим часом, події на півночі розвивалися не на користь візантійців, Лазика була взята і значний візантійський гарнізон, що обороняв цей регіон, перейшов на бік Хосрова, можливо через несплату грошового утримання, що не здійснювалася роками.

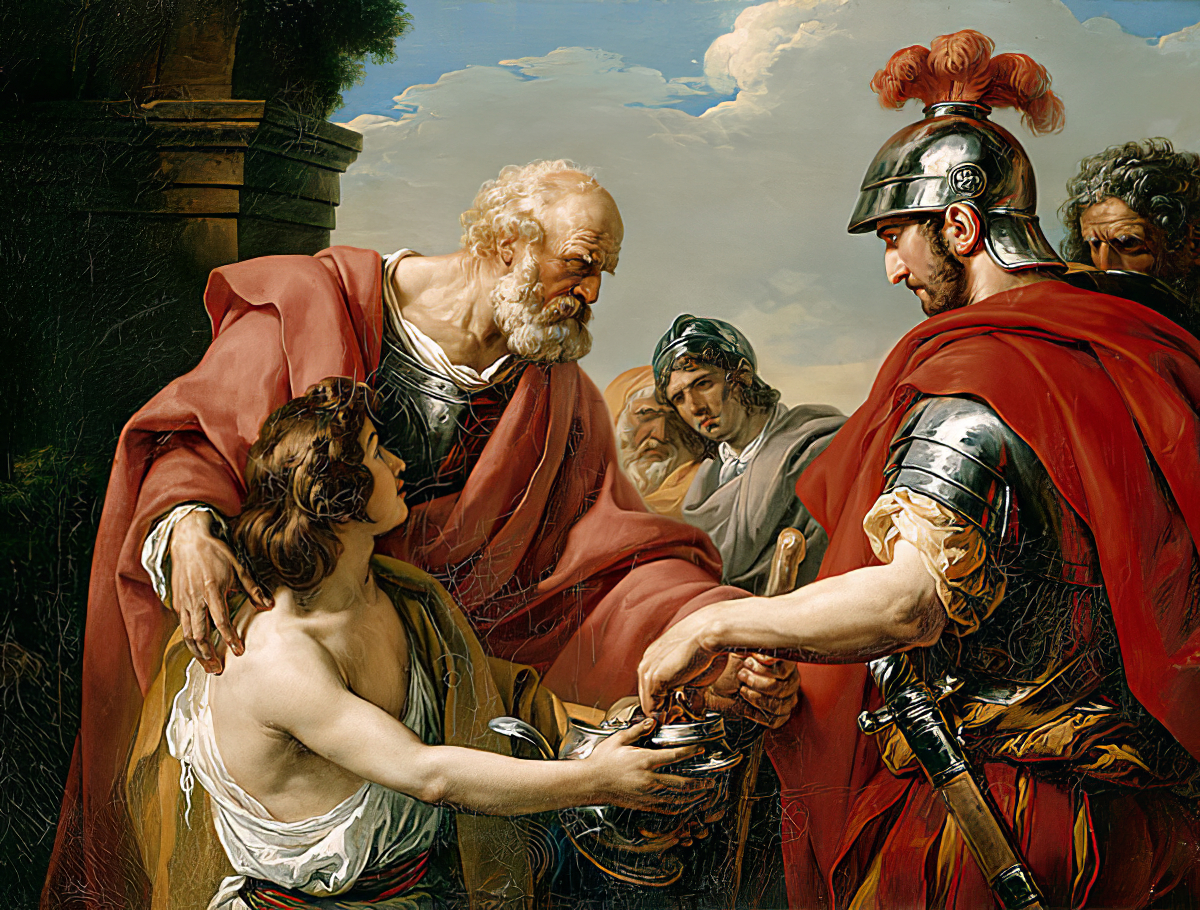
Велізарій. Франсуа Андре Вінсент (1776)

Велізарій підійшов до Нісібіса, він наказав створити табір на значній відстані від міста. Його офіцери протестували проти цього, але він пояснив їм, що це було зроблено навмисно, і що якщо перси виступлять у поле та зазнають поразки, візантійці матимуть більше часу для знищенням максимальної кількості ворогів під час їхнього відступу під захист міських стін. Деякі з його офіцерів не погодилися, залишили табір основних сил та розбили свій близько до міста. Велізарій попередив їх, що перси нападуть безпосередньо перед першою візантійською трапезою, але офіцери все-таки послали своїх людей, щоб отримати їжу в цей час, і внаслідок цього, коли противник здійснив вилазку, війська опинилися дезорганізовані. Велізарій спостерігав за тим, що відбувається, і вже вирушив зі своїми силами на допомогу, перш ніж посланці, що просили про допомогу, навіть приїхали до нього в табір. Полководець швидко завдав удару по армії персів, що здійснили вилазку і виграв битву. Розгромивши гарнізон, але все ж таки, не маючи значної переваги над силами, що обороняли Нісібіс, він провів свою армію повз місто. Він уже не боявся нападу з тилу силами перського гарнізону, а зробив це навмисно, щоб похитнути їхню впевненість у свої сили протистояти візантійцям.
Організувавши облогу міста Сісауранон, він одночасно послав війська для нападу на багаті землі за Тигр. Поки напади Велізарія на місто відбивалися його сильним гарнізоном, що зазнавав великих втрат, у місті закінчилися запаси, й незабаром гарнізон здався та перейшов на бік ромеїв. У цей момент війська, що здійснювали рейди на Персію, повернулися додому, не повідомивши про це Велізарія. Понад третину війська Велізарія охопила гарячка, і лахміди збиралися знову взятися за зброю. Як і з іншими важливими рішеннями, Велізарій порадився зі своїми офіцерами, і дійшов висновку, що армія повинна відступити. Не здобувши Сісауранон силою, Велізарій змушений був відвести свої ослаблені війська назад.
У кампанії 542 року Велізарій змусив персів відмовитись від їхнього вторгнення, використовуючи хитрість. Хосров хотів знову напасти на візантійську територію, але Велізарій повернувся на ці землі. Коли Хосров відправив посла, Велізарій прийняв його, маючи із собою 6000 своїх найкращих людей. Беручи з собою лише мисливське спорядження, ромеї вдали ніби це мисливська вечірка частини з більшої, не менш якісної сили. Обдурені обманом, перси, знаючи, що якщо вони будуть переможені, то потраплять у пастку на візантійській території, відступили. Велізарій також відправив 1000 своїх важких вершників на шлях відступу перської армії; якби сталася сутичка, це, можливо, вказувало б на візантійську слабкість. Під час відступу противника Велізарій постійно чинив на нього тиск, не даючи Хосрову можливості здійснити рейд по візантійським землям та пограбувати її. Після відходу персів з імперських земель візантійці послали послів, як це було зумовлено між сторонами, але тільки-но Велізарій припинив тиснути на персів, Хосров напав на деякі візантійські міста. Опанувавши та пограбувавши Каллінікум, Хосров у такий спосіб хоч якось компенсував свій невдалий похід на Візантію. Попри цей факт падіння Каллінікума, Велізарій був уславлений на всьому Сході за свою успішну майстерність полководця у відбитті перського наступу. До того ж, найважливішим для успіху обману Велізарія був страх Хосрова підчепити чуму, яка царювала на тамтешніх просторах, якщо він залишатиметься на території Візантії занадто довго.

### Повернення до Італії
Поки Велізарій бився на сході, ситуація в Італії значно погіршала. Надісланий імператором губернатор Александр продемонстрував найвищий рівень своєї корумпованості, результатом чого став повний розвал армії, багато візантійських воїнів або втекли або здійняли повстання. Командири ромеїв, що стояли гарнізонами в Італії, відмовлялися організовувати взаємодію, оскільки через розповсюдження Юстиніанової чуми безпечніше було залишатися за стінами укріплених фортець. Тим часом готи під блискучим та енергійним керівництвом Ільдебада та Тотіли перейшли в наступ і відвоювали всю північну Італію та частину півдня. Як результат, вони виграли багато битв проти некоординованих візантійців, у тому числі битву при Тревізо, облогу Верони, битву при Фавентії, битву при Мюцеллії та облогу Неаполя. Але до цього часу вони не були настільки потужними, щоб відбити Рим.
У 544 році Велізарій був призначений головнокомандувачем візантійської армії в Італії. Перед тим, як їхати до Італії, він розпочав набір війська і завершив, коли чисельність армії становила приблизно 4000 осіб. Юстиніан не зміг виділити додаткових ресурсів, оскільки більшість військ все ще перебувала на сході, протистоячи персам, а чума спустошила імперію.
Під час кампанії Тотіла переважно намагався уникати облог, гідно оцінивши той факт, що візантійці мають гарні здібності у вмілій організації оборони при облогах, але він багато разів довів, що може перемогти їх у відкритому бою. Отже, він зруйнував стіни тих міст, які опанував. З іншого боку, Велізарій всіляко намагався уникнути битви на відкритому просторі, усвідомлюючи слабкість своїх сил у такому протистоянні. Маючи настільки маленькі сили полководець не бажав втратити надто багатьох людей, а натомість старався завдати поразки готам в іншій спосіб.
Через розпусну політику тамтешньої влади багато солдатів були схильні до заколотів та часто переходили на протилежний бік, негативне явище, яке Велізарій сподівався припинити, коли його знову призначать головнокомандувачем. Так, у візантійського гарнізону в Дрюсі закінчувалися боєприпаси та продовольство, тому він планував скласти зброю, але коли Велізарій прибув, він швидко організував доставку припасів кораблями. Готи не помітили кораблі, поки не було запізно і відмовились від облоги. Згодом Велізарій відплив до Італії, висадившись у Полі. Звідси він поїхав до Равенни, щоб набрати більше військ. І хоча люди поважали Велізарія, вони зауважили, що справедлива угода, укладена з Велізарієм, буде зіпсована його часто корумпованими та некомпетентними підлеглими начальниками. Як результат, жодна людина не була найнята до лав велізарієвої армії.
Не бажаючи залишатися бездіяльним, Велізарій відправив війська в Емілію. Цей маневр був доволі успішним, поки іллірійські війська не залишили його та не поїхали додому, щоб боротися з навалою гунів. Решта візантійців успішно влаштувала засідку, в якій розгромила значну силу готів, здобувши перемогу. Далі Велізарій послав своїх людей на допомогу обложеному Ауксіму, де вони домоглися успіху, але зазнали поразки по дорозі назад. Бажаючи зберегти певну ініціативу та закріпитися на захоплених рубежах, Велізарій послав людей відновити деякі сусідні форти. Водночас Велізарій не мав достатньо сил для проведення більш рішучих наступальних операцій, тому, попри зиму, Тотіла розпочав облогу деяких міст.
Тотіла, не маючи серйозного опору з боку візантійської армії, здобув значні успіхи у своїх останніх облогах. Іродіан, командир одного з гарнізонів, дуже швидко здався готам, побачивши не найкраще поводження Юстиніана зі своїм найліпшим полководцем Велізарієм після його недавнього успішного перського походу. Отже, перемігши в низці битв, готи набрали достатньої сили, щоб рухатися на Рим. Як і Геродіан, командир римського гарнізону Бессас боявся поганого поводження або навіть притягнення до кримінальної відповідальності за зняття облоги. Як результат, він залишився бездіяльним, коли Велізарій наказав йому організувати оборону міста. Коли Велізарій намагався допомогти Риму з постачанням, він наразився на блокаду готів на Тибрі. Коли Велізарій, залишивши під командуванням Ісаака Вірменського значні сили, щоб охороняти Портус з наказом не залишати важливе портове місто ні за яких обставин, почув, що місто під загрозою, він кинувся назад до Портуса. Як з'ясувалося, Ісаак покинув місто і був захоплений поза його стінами, а місто перебувало в безпеці. Не маючи сил та підтримки з боку Бессаса чи Іоанна, який був заблокований у Калабрії, та мало ресурсів, Велізарій не зміг перешкодити Тотілі врешті захопити Рим.
Тим часом голод поширився на більшій частині Італії, і оскільки Тотілі не довелося побоюватися, що Велізарій зможе надіслати допомогу в обложені міста, він міг повністю укріпитися на захоплених землях. Велізарій провів зиму в Епідамнусі, і коли відплив назад до Італії, він отримав підкріплення від Юстиніана. Полководець розділив свої сили на дві частини, одна частина успішно проводила кампанію в Калабрії під проводом племінника Іоанна Віталіаном, інша — під особистим керівництвом Велізарія намагалася взяти в облогу Риму, але невдало. Захопивши Рим, Тотіла домагався миру, пославши послання Юстиніану, але отримав відповідь, що Італією керує Велізарій.

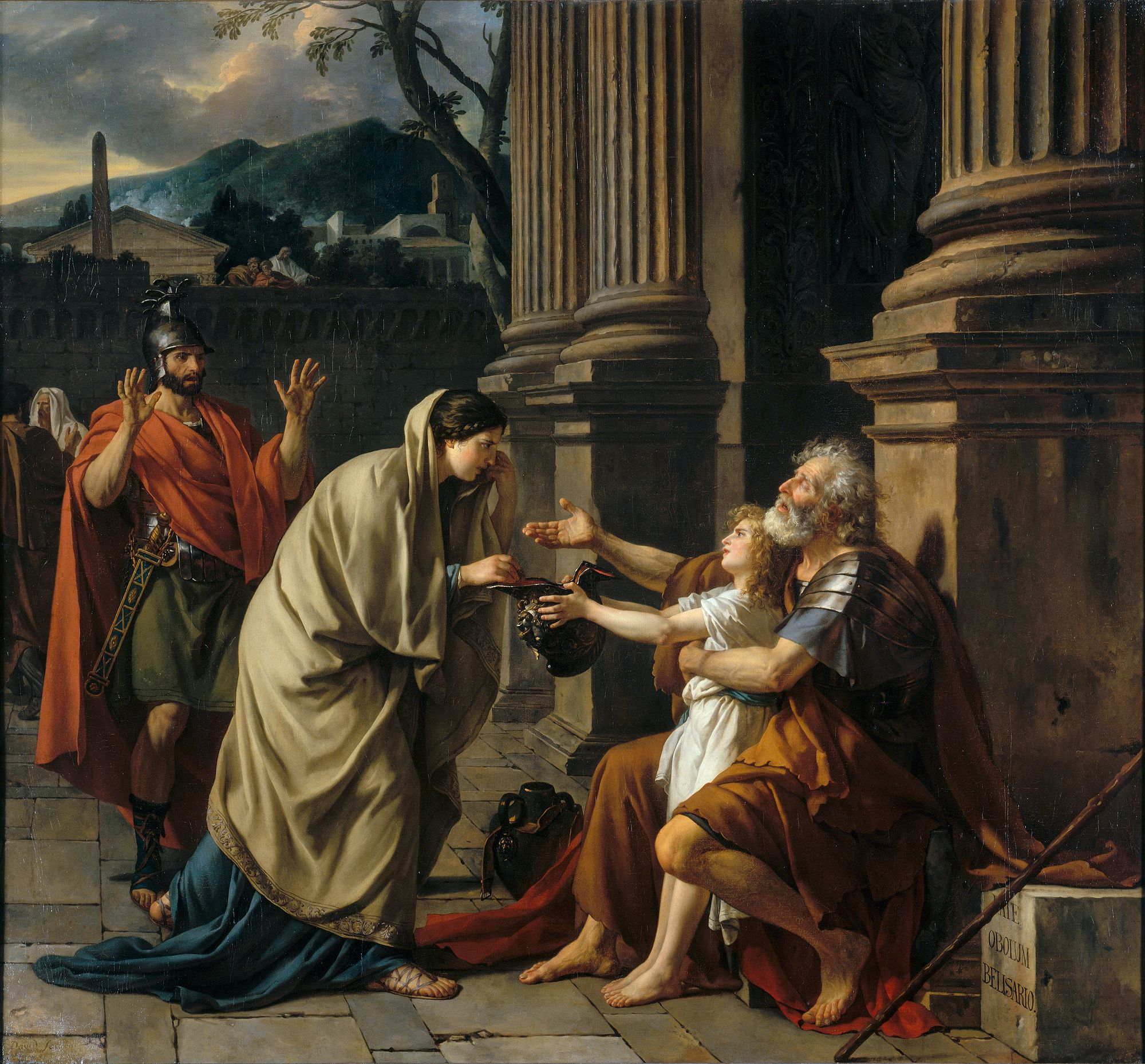
Велізарій просить милостиню. Жак-Луї Давід. 1781

Велізарій вирішив піти на Рим сам після того, як Тотіла покинув цю територію. Однак по дорозі візантійське військо потрапило у засідку, втім, попри успішний початок, бій врешті повернувся на користь візантійців. Разом з цим, Велізарій відступив, оскільки було очевидно, що він не зможе опанувати місто, але пізніше пішов на Рим знову і нарешті відбив його у готів. Тотіла знову рушив до міста, але швидко відмовився від облоги. Рим залишався у візантійських руках до відбуття Велізарія.
Після цієї невтішної кампанії, пом'якшеної успіхом Велізарія в недопущенні повного знищення Риму, в 548—549 роках Юстиніан знову зняв його з посади командувача. 551 року, після економічного підйому (після ліквідації наслідків чуми) євнух Нарсес привів велику армію, щоб довести кампанію до успішного завершення; Велізарій був відсторонений від військових справ.

### Остання війна Велізарія
559 році опала Велізарія закінчилася, коли армія кутригурських булгар хана Заберхана перетнула Дунай, вторгнувшись на римську територію й підійшла до Константинополя. Заберхан хотів прорватися до Малої Азії, оскільки вона була багатшою, ніж значно зруйновані попередніми війнами Балкани. Юстиніан призначив Велізарія командувати візантійською армією. Воєначальник отримав лише 300 важко озброєних ветеранів італійської кампанії та величезну юрбу цивільних осіб, які зокрема складалися з 1000 біженців, що втекли від гунської навали; і цими силами він мав зупинити 7000 булгар.
Велізарій розбив табір в полі зору булгар і змусив цивільних людей копати траншеї для захисту свого табору, а також запалити багато смолоскипів, щоб з боку противника здавалася більша чисельність візантійського війська. Визначивши ймовірний напрямок головного удару булгарської кінноти, він розмістив по 100 ветеранів з кожного боку цієї смуги та ще 100, щоб перекрити їхній наступ. У вузькому дефіле кутригури не могли маневрувати та скористатися своєю більшою чисельністю. Втім, візантійці могли ефективно використати короткі дистанції для ведення влучного вогню з усіх сторін майже впритул. Коли 2000 вершників кутригурів перейшли в атаку, у Велізарія було тільки 100 його ветеранів, які на смерть стояли на напрямку головного удару ворога, а цивільні ополченці сильно шуміли за їхніми спинами, утворюючи враження про величезне військо на шляху прориву ворожої кінноти. Це збентежило кутригурів, і коли візантійський командувач завдав удар по їх лаві з тилу, вони були притиснуті так сильно, що навіть не могли скористатися своїми луками. Кутригури ледве втекли від повного розгрому, а Велізарій влаштував їм таке переслідування під час відступу, що кочівники навіть не змогли застосувати свою улюблену тактику «парфянського пострілу» для цькування своїх переслідувачів. Після поразки булгари втекли назад за Дунай. У Константинополі Велізарія знову зустрічали як героя.

### Останні дні життя
У 562 році Велізарій знову був засуджений судом у Константинополі, за звинуваченням в участі у змові проти Юстиніана. Велізарій був визнаний винним і ув'язнений, але невдовзі Юстиніан його помилував, наказав звільнити та повернув до імператорського двору.
Велізарій і Юстиніан, чиє партнерство збільшило розмір імперії на 45 відсотків, загинули протягом кількох місяців один після одного у 565 році. Велізарій володів маєтком Руфініяне на азійській стороні передмістя Константинополя. Він, можливо, там помер і був похований біля однієї з двох церков у цьому районі, можливо, святих Петра і Павла.